# Cédric Sorhaindo
Cédric Sorhaindo (La Trinité (Martinica), 7 de junho de 1984) é um handebolista profissional francês, campeão olímpico.